# 10 (álbum de The Guess Who)
#10 es un álbum de estudio de la banda de rock canadiense The Guess Who, publicado en junio de 1973 por RCA Records en los Estados Unidos y por la discográfica Nimbus 9 en Canadá.

## Lista de canciones
Todas escritas por Burton Cummings, excepto donde se indique lo contrario.
1. "Take It Off My Shoulders" (McDougall, Cummings)
2. "Musicione" (The Guess Who)
3. "Miss Frizzy" (Bachman, Cummings)
4. "Glamour Boy"
5. "Self Pity"
6. "Lie Down"
7. "Cardboard Empire" (Wallace, Winter)
8. "Just Let Me Sing"

## Personal
- Burton Cummings – Voz, piano
- Kurt Winter – Guitarras
- Donnie McDougall – Guitarras, voz
- Bill Wallace – Bajo, voz
- Garry Peterson – Percusión